# Yong Tao
Pour les articles homonymes, voir Yong Tao.
Yong Tao (chinois : 永涛 ; chinois traditionnel : 永濤 ; pinyin : Yǒng Tāo ; Wade : Yung³ T’ao¹), nom de courtoisie Guojun (国钧) est un poète de la fin de la dynastie Tang. Originaire de Chengdu (aujourd’hui Chengdu, Sichuan), c’est un poète habile dans le ci et le fu. Les années de naissance et de mort de Yong Tao sont inconnues. Certains estiment qu’il naît autour de 800 et meurt vers 855. 

## Biographie
Yong Tao naît à Chengdu dans une famille extrêmement pauvre. En novembre et décembre 829, il est témoin l’invasion du Nanzhao dans l’ouest du Sichuan, de la prise par assaut de la ville extérieure de Chengdu. Selon les versions il est soit fait prisonnier ou soit exilé. Il vit en errance au Yunnan. Il est studieux, talentueux et dévoué à la création poétique. En 834, il réussit l’examen de jinshi (doctorat d’État) et il obtient l’approbation enthousiaste de la plupart des célébrités de l’époque, ce qui pose des bases solides à son entrée dans la carrière officielle.
Il est nommé censeur impérial. Puis, il occupe le poste d’adjoint au préfet du district de Fengyi (冯翊) dans la préfecture de Tong. En 852, alors qu’il est nommé assistant pédagogique (助教), spécialisé dans l’enseignement du Maoshi,, la renommée poétique de Yong grandit, et il a des relations avec un groupe de célèbres poètes comme Jia Dao, Yin Yaofan, Zhang Xiaobiao, Wu Ke, Yao He, Xu Ning et d’autres figures célèbres de l’époque. À Chang’an, il se divertit avec eux par le qin, le vin, la poésie et la calligraphie. Cependant, fort de son talent, Yong Tao est fier et dédaigne ses proches. 
En 854, il quitte la capitale pour devenir gouverneur provincial (刺史) de Jianzhou (aujourd’hui le xian de Jianyang, Sichuan). Sa renommée à l’époque est de plus en plus grande et il se compare aux renommés poètes Xie Tiao et à Liu Wuxing, disant que les lettrés du début de la dynastie Tang ne sont que des scribes. Lorsqu’il le peut, il rend visite à des amis poètes et s’instruit en littérature et en art. Pendant cette période, il voyage dans les Trois Gorges, les monts Qinling, dans de nombreux endroits au sud du Yangtsé et au nord des frontières, et il écrit de nombreux poèmes de voyage. 
Plus tard, il devient gouverneur (刺史) de Yazhou (雅州). Puis, il démissionne pour raison de santé et vit en retraite et garde une attitude hautaine envers les lettrés. On ne sait pas ce qu’il devient.    
La vie de Yong Tao est sans aucun doute une réussite, et son art poétique profond lui a apporté d’innombrables honneurs.
Sa situation personnelle et le contexte troublé de la fin des Tang ont une grande influence sur sa poésie. 

## Poésie
Yong Tao excelle en poésie dans le ci et le fu. Il chante et échange des poèmes avec d’autres poètes renommés. Sa poésie est claire, gracieuse et sinueuse. Ses poèmes sont principalement consacrés aux récits de voyage, aux adieux et aux cadeaux. Il est doué pour la poésie rythmique et le qijue (en) (quatrains en sept caractères chinois). 

### Œuvres
- Recueil des Annales des Tang (Tang Zhi Ji) (唐志集) en cinq rouleaux transmis jusqu’à nos jours,
- Le recueil Poésie complète de la dynastie Tang (全唐诗) (Quan Tanshi) conserve un rouleau de ses poèmes [5] et conserve de lui cent trente et un poèmes, rassemblés en un volume[3].
- Le recueil Textes complets des Tang  (全唐文) (Quan Tangwen) conserve deux de ses textes[3].

- Dans Anthologie de la poésie de cent poètes des Tang (唐百家诗选) (Tangbai jia shixuan) compilée par Wang Anshi (王安石) sous les Song du Nord, vingt-cinq poèmes de Yong Tao sont inclus volume 17.

### Poème

#### Adieu à Pei Zhang qui retourne au Sichuan(送裴璋还蜀)
| Chinois 家在剑门外， 新年音信稀。 自为千里客， 已送几人归。 | Traduction libre Ma maison est hors de la porte de Jian, Au Nouvel An les nouvelles sont rares. Moi-même, voyageur à mille lis, J’ai déjà raccompagné plusieurs personnes.               |
| 陌上月初落， 马前花正飞。 离言殊未尽， 春雨湿征衣。         | Sur la route la lune vient de se coucher, Devant mon cheval, les fleurs volent au vent. Les mots d’adieu ne sont toujours pas finis, La pluie de printemps mouille mes habits de voyage. |